# Disrupt
Disrupt foi uma banda estadunidense de crust punk de Lynn, Massachusetts, ativa entre 1987 a 1993. A formação era Jay Stiles e Pete Kamarinos (vocal), Chris Drake (guitarra), Harry Haralabatos (bateria), Tony Leone (baixo). Depois de gravar uma demo de ensaio, Tony e Harry deixaram a banda. Brad Jones (bateria) e Mike Williams (guitarra) se juntaram na primavera de 1988. Brad deixou a banda alguns meses depois e Mike começou a tocar bateria. Com essa formação, eles gravaram a demo de treze músicas do Millions Die For Moneymaking com Jay também tocando baixo em novembro de 1988. Na primavera de 1989, Mike e Chris deixaram a banda e Harry, seu primeiro baterista, voltou para gravar músicas que na época deveriam estar em um split 7" com Extreme Noise Terror . Neste momento, eles recrutaram Scott Lucid para tocar baixo. Em outubro de 1989, eles gravaram cinco músicas para o auto-intitulado 7" que foi co-lançado na Crust Records e Deafcore Records. A formação no primeiro 7" foi Pete (vocal), Jay (vocal e guitarra), Scott (baixo) e Harry (bateria). Em 1990, Scott deixou a banda e eles adquiriram Bob Palombo para tocar baixo. Alguns meses antes, Chris Drake voltou à banda e Terry Savastano (Spasm) entrou na segunda guitarra. Esta formação gravou onze músicas para o Refuse Planet 7" Relapse e split 7" com Destroy (Adversity/Break the Chains) em janeiro de 1991. Ambos os discos foram lançados em 1991. Chris deixou a banda no início de 1991 e então eles colocaram Jeff Hayward (Unleashed Anger) na segunda guitarra. Cerca de uma semana depois que Jeff entrou na banda, Harry (bateria) saiu, então eles recrutaram Randy Odierno (Temporary Insanity). Em maio de 1991, a formação era Pete Kamarinos (vocal), Jay Stiles (vocal), Terry Savastano (guitarra), Jeff Hayward (guitarra), Bob Palombo (baixo) e Randy Odierno (bateria). Naquele ano, eles entraram nos estúdios Headroom (Bill T Miller) e gravaram músicas para split 7"s com Disdain (Desperate Attempt), Resist (Destroy all Music), Tuomiopaivan Lapset (Ecocentric) e Taste of Fear (Off the Disc). O split 7"s e o Smash Divisions live 7" (SOA) foram lançados em 1992. Em novembro de 1992, eles entraram nos estúdios One World com Bill T. Miller e gravaram trinta músicas para o álbum Unrest e Deprived 7". As dez músicas do Deprived 7" eram novas gravações de faixas mais antigas. Em junho de 1993, eles entraram nos estúdios Lanes com Bill T Miller e gravaram 17 músicas. Oito músicas da sessão foram lançadas no LP split with Sauna (Sludge) em 1994. O split 7" com Warcollapse (duas músicas da sessão Lanes) foi lançado pela Crust Records em 1995. Disrupt excursionou pela Europa em outubro/novembro de 1993. Após a turnê, eles se separaram devido a diferenças pessoais e musicais. O álbum Unrest foi lançado pela Relapse em agosto de 1994.
Em 2007, Relapse lançou uma discografia de 78 músicas com 2 CDs contendo todos os 7 "s, LP dividido + ensaios raros, Millions die for Moneymaking demo e faixas ao vivo em 2007. Também foi lançado um box set que incluía o CD Unrest, discografia com 2 CDs e um DVD. Este foi um limitado a 1000 cópias. As sete músicas inéditas que sobraram da sessão de Lanes foram lançadas em 12" na Unrest Records fora do Canadá. A banda adquiriu seguidores cult com a força de vários EPs underground de 7 polegadas e aparições em compilações. Suas letras eram politicamente anarquistas, expressando direitos dos animais e visões anticapitalistas.
Os membros da banda passaram a tocar em muitas outras bandas desde a dissolução do Disrupt, incluindo Consume, Deathraid, Grief, State of Fear, Chicken Chest e Bird Boys e também bandas de puro ruído como Goff, Demonic Death Preachers e Efeitos do Álcool.

## Membros da banda
- Jay Stiles – vocais, baixo, guitarra (1987–1993)
- Pete Kamarinos - vocais (1987-1993)
- Chris Drake – guitarra (1987-1989,1990-1991)
- Harry Haralabatos – bateria (1987–1988, 1989–1991)
- Tony Leone – baixo (1987)
- Brad Jones – bateria (1988)
- Mike Williams – guitarra, bateria (1988–1989)
- Scott Lucid – baixo (1989–1990)
- Terry Savastano – guitarra (1990–1993)
- Bob Palombo - baixo (1990-1993)
- Jeff Hayward – guitarra (1991–1993)
- Randy Odierno – bateria (1991–1993)
- Alyssa Murry – vocais (1992)
- Kendal Treffery – guitarra (1990)

## Discografia
- Millions Die for Moneymaking demo, 1988
- EP autoentitulado, 1990
- Refuse Planet EP, 1991
- split EP com Destroy, 1991
- split EP com Disdain, 1992
- split EP com Resist, 1992
- split EP com Tuomiopäivän Lapset, 1992
- split EP com Taste of Fear, 1992
- Smash Divisions EP, 1992
- split LP com Sauna, 1993
- Unrest LP, 1994 (remasterizado em CD em 2008 com 30 faixas)
- Deprived EP, 1994
- split EP com Warcollapse, 1995
- LP autoentitulado, 2008

### Aparições em compilações
- Son of Bllleeaaauuurrrrggghhh!, 1992
- Crust and Anguished, 1992
- Apocalyptic Convulsions, 1992
- Death... Is Just the Beginning III', 1994
- Corporate Death, 1994
- Heavy Hardcore Headroom, 1996
- Grind Your Mind, 2007